# Елдред (Пенсільванія)
Елдред (англ. Eldred) — місто (англ. borough) в США, в окрузі Маккін штату Пенсільванія. Населення — 765 осіб (2020).

## Географія
Елдред розташований за координатами 41°57′22″ пн. ш. 78°22′46″ зх. д. / 41.95611° пн. ш. 78.37944° зх. д. (41.956188, -78.379463).  За даними Бюро перепису населення США в 2010 році місто мало площу 2,20 км², з яких 2,12 км² — суходіл та 0,08 км² — водойми.

## Демографія
Згідно з переписом 2010 року, у селищі мешкало 825 осіб у 345 домогосподарствах у складі 224 родин. Густота населення становила 375 осіб/км².  Було 382 помешкання (173/км²).
Расовий склад населення:
| - 96,5 % — білих - 0,2 % — азіатів - 0,1 % — корінних американців - 0,1 % — чорних або афроамериканців - 1,0 % — осіб інших рас |

До двох чи більше рас належало 2,1 %. Частка іспаномовних становила 2,4 % від усіх жителів.
За віковим діапазоном населення розподілялося таким чином: 27,9 % — особи молодші 18 років, 54,0 % — особи у віці 18—64 років, 18,1 % — особи у віці 65 років та старші. Медіана віку мешканця становила 37,2 року. На 100 осіб жіночої статі у селищі припадало 87,9 чоловіків;  на 100 жінок у віці від 18 років та старших — 84,8 чоловіків також старших 18 років.
Середній дохід на одне домашнє господарство  становив 57 374 долари США (медіана — 39 868), а середній дохід на одну сім'ю — 59 528 доларів (медіана — 50 234). За межею бідності перебувало 14,2 % осіб, у тому числі 28,0 % дітей у віці до 18 років та 7,1 % осіб у віці 65 років та старших.
Цивільне працевлаштоване населення становило 296 осіб. Основні галузі зайнятості: освіта, охорона здоров'я та соціальна допомога — 36,1 %, роздрібна торгівля — 14,5 %, виробництво — 13,9 %.